# Leopold August Cirsovius
Leopold August Cirsovius (* 4. März 1706 in Ahrensbök; † 10. Februar 1770 in Kiel, begraben in Münsterdorf) war ein deutscher Jurist und Landsyndikus.

## Leben und Wirken
Leopold August Cirsovius war als Mitglied der Familie Cirsovius und ein Sohn von David Immanuel Cirsovius (* um 1674 in Fredericia; † Februar 1716 in Ahrensbök) und dessen Ehefrau Sophie Ernestine, geborene Franck, verwitwete Gramkow (* um 1675 in Ahrensbök; † 16. Dezember 1751 in Windbergen). Der Vater reiste gemeinsam mit Erbprinz Adolf August von Plön und arbeitete ab 1701 als Pastor in Ahrensbök. Die Mutter war eine Tochter des Amtsschreibers Martin Franck aus Ahrensbök, der vor 1688 starb. Sie hatte in erster Ehe den Amtschreiber Karsten Gramkow aus Reinfeld geheiratet, der 1698 starb.
Cirsovius erhielt den Vornamen des einzigen Sohnes der verwitweten Herzogin Elisabeth Sophie Marie, der noch im selben Jahr im Alter von vier Jahren verstarb. Anfangs bekam Cirsovius gemeinsam mit seinen Geschwistern Privatunterricht im Haus seiner Eltern. Anfang 1716 starb sein Vater. Die Herzogin verhalf Cirsovius und dessen älterem Bruder Erdmann Seyfart (1704–1777) daraufhin 1718 zu Freiplätzen in der Lateinschule Kloster Amelungsborn. Cirsovius sollte eine militärische Laufbahn einschlagen, lehnte dies jedoch ab. Stattdessen wünschte er, dem Beispiel seines Bruders folgend, Theologie zu studieren. Der Amelungsborner Rektor Müller sprach sich ebenfalls dafür aus, sodass Cirsovius schließlich studieren konnte.
Ostern 1724 beendeten Cirsovius und sein Bruder die Schule. Im Oktober 1724 schrieben sie sich an der Universität Jena ein. Der Braunschweiger Hof hatte Stipendien zugesagt, die er jedoch nicht zahlte. Da die Mutter ebenfalls wenig Geld hatte, verließen die Brüder 1727 die Universität und gingen nach Braunschweig. Cirsovius hätte hier eine Stelle als Auditeur (Militärrichter) bekommen, lehnte diese jedoch ab. Stattdessen ging er zu seinem Halbbruder Benedict Ernst Gramkow nach Schönberg und legte bei Berthold Christoph Balcke als erstem Verwaltungsbeamten des Fürstentums Ratzeburg das Examen ab.
Cirsovius wollte eine Laufbahn beim Reichskammergericht in Wetzlar aufnehmen, wofür die Mittel seiner Mutter jedoch nicht ausreichend. Stattdessen unterrichtete er als Hauslehrer der Familie von Wetken auf Groß Schenkenberg einen Sohn der Familie. Nebenbei setzte er seine Studien fort und beschäftigte sich mit der Gutswirtschaft. Nach kurzer Zeit wickelte er die Rechtsgeschäfte des Gutes ab. Darüber hinaus arbeitete er als Notar bei Johann Schaevius.
Als 1729 Herzog Friedrich Karl in Plön einzog, bemühte sich Cirsovius, bei diesem eine Stelle zu bekommen. Da die Bemühungen aussichtslos erschienen, ließ er sich im Frühjahr 1731 in Glückstadt als Advokat nieder. Seine älteren Kollegen Johann Jacob Adami und Zacharias Ernst Groth unterstützten ihn, sodass er schnell ausreichende Einkünfte hatte, um einen eigenen Hausstand gründen zu können. Klosterprobst Benedikt von Ahlefeldt übertrug ihm gelegentlich die Aufgabe, an seiner statt im Gericht des Klosters Uetersen zu präsidieren. Zu nicht bekannter Zeit wurde er zum Regierungsadvokaten bestallt. König Friedrich V. bestätigte dies nach seiner Inthronisierung im Jahr 1746.
Während des Kieler Umschlags des Jahres 1748 wählte die Schleswig-Holsteinische Ritterschaft Cirsovius zu ihrem Landsyndikus. Dies war verbunden mit der Auflage, zwei Jahre einen Wohnsitz in Kiel zu haben. Im Herbst 1749 kam Cirsovius der Auflage nach. Ab 1754 arbeitete er auch für Herzog Friedrich Carl von Plön. Dieser machte ihn zum Justizrat und übertrug ihm die Aufgabe, 1753 das königlich entschiedene Konkursverfahren des Plöner Teilherzogtums Rethwisch abzuwickeln. Außerdem sollte er gemeinsam mit Justizrat Franz Barthold Schrödter  den Sukzessionsvertrag verhandeln, gemäß dem das Herzogtum Plön an den König von Dänemark gehen sollte.
Der Herzog überzeugte Cirsovius mit guten Angeboten zu einem vollständigen Wechsel in seine Dienste. Cirsovius kaufte ein Haus des verstorbenen Hofmarschalls Bugislaw Ernst von Holstein und plante, im Sommer 1757 vom Dienst als Landsyndikus zurückzutreten. Nach seiner zweiten Eheschließung Ende 1756 entschied er jedoch, in Kiel zu bleiben. Vom Herzog aus Plön erhielt er eine jährliche Pension von 200 Reichstalern, um weiter auf ihn zugreifen zu können. 1759 übernahm Cirsovius den Vorsitz einer Kommission, die aufklären sollte, warum es in den Dörfern des Amtes Traventhal zu einem Aufstand gekommen war.
Friedrich Carl von Plön starb im Jahr 1761. Cirsovius schickte danach seine Bestallung zum Plöner Justizrat an den neuen Landesherren, König Friedrich V. Dabei schrieb er, dass er als Landsyndikus der Ritterschaft nicht mehr wie zuvor für den Herzog tätig werden wolle, um einen Interessenkonflikt zu vermeiden. Der König ernannte ihn trotzdem 1762 zu seinem Justizrat. Ab 1763 bekam er wieder eine herzogliche Pension.
Cirsovius arbeitete danach insbesondere als Landsyndikus. Er versuchte, eine Brandgilde für alle Güter der Herzogtümer einzurichten. Erst, als Caspar von Saldern und Friedrich Wilhelm Otte sich ebenfalls hierfür einsetzten, konnte das Vorhaben realisiert werden. 1767 wurde Cirsovius zum Etatsrat ernannt. Ab 1768 beschäftigte er sich als Justitiar der Herrschaft Herrenstein mit dem letzten der Prozesse um die Leibeigenschaft in Schmoel.

## Familie
Cirsovius heiratete am 1. September 1734 in Gnissau Dorothea Friederike Stammetz (* 18. Dezember 1708 in Reinfeld; † Oktober 1755 in Kiel). Ihr Vater Johann Carl Stammetz (1661–1729) arbeitete seit 1698 als Pastor in Reinfeld. Aus dieser Ehe stammten drei Töchter und zehn Söhne, darunter Johann Carl Cirsovius. Von den Kindern überlebten nur eine Tochter und drei Söhne ihren Vater.
In zweiter Ehe heiratete Cirsovius am 29. Oktober 1756 in Kiel Maria Martha Wibel (* 29. Dezember 1728 in Breitenburg; † 11. Oktober 1786 in Kiel). Sie war eine Tochter von Johann Ludwig Wibel (1696–1743), der als Oberinspektor der Herrschaft Breitenburg arbeitete und mit Maria, geborene Pistorius, verheiratet war.